# Matthias Steiner
Matthias Steiner (* 25. srpna 1982 Vídeň) je bývalý vzpěrač, reprezentující Rakousko a později Německo, olympijský vítěz v supertěžké váze z roku 2008.
Narodil se ve Vídni a vyrůstal v dolnorakouské obci Sulz im Weinviertel, vyučil se instalatérem a trénoval vzpírání pod vedením svého otce Friedricha Steinera, veteránského mistra světa. Po konfliktu s rakouskými funkcionáři se v roce 2005 odstěhoval do Německa a v roce 2008 mu bylo uděleno občanství.
Byl třikrát mistrem Rakouska a dvakrát mistrem Německa. Získal bronzovou medaili na mistrovství světa juniorů ve vzpírání 2002. Na Letních olympijských hrách 2004 obsadil sedmé místo v kategorii do 105 kilogramů. Olympiádu 2008 překvapivě vyhrál, když byl po trhu až na čtvrtém místě, v nadhozu však vzepřel osobní rekord 258 kg. Na mistrovství Evropy ve vzpírání získal stříbrnou medaili v letech 2008 a 2012 a bronzovou v roce 2010, na mistrovství světa ve vzpírání 2010 skončil na druhém místě ve dvojboji a vyhrál nadhoz. Na olympiádě 2012 ho zavalila činka a ze soutěže odstoupil. V roce 2013 ukončil sportovní kariéru, provozuje vlastní volnočasovou agenturu STEINERtainment.
K jeho popularitě přispěla také řada komplikací v osobním životě. Od osmnácti let trpí cukrovkou, nebyl ani odveden do armády. Rok před pekingskou olympiádou zemřela jeho první manželka při autonehodě, svůj titul jí také symbolicky věnoval. V roce 2010 se podruhé oženil s televizní moderátorkou Inge Posmykovou. Úspěšně vystupoval v televizní pěvecké soutěži Schlag den Star a v roce 2017 vydal u firmy Telamo svoje první album Zurückgeliebt.
Je držitelem Ceny Bambi, Silbernes Lorbeerblatt a v roce 2008 byl jako první vzpěrač v historii zvolen německým sportovcem roku.